# الهبانية
| الهبانية        | الهبانية                                                       |
| معلومات القبيلة | معلومات القبيلة                                                |
| --------------- | -------------------------------------------------------------- |
| البلد           | السودان                                                        |
| المكان          | ولاية جنوب دارفور ولاية شمال كردفان                            |
| العرقية         | عرب                                                            |
| الديانة         | الإسلام                                                        |
| النسبة          | حامد هبان بن حيماد بن الجنيد بن احمد بن شاكر بن عبدالله الجهني |

الهبانية قبيلة عربية رعوية، وهي فرع من فروع  قبائل البقارة المنحدرة من جهينة التي تنتشر بحزام البقارة الذي يمتد في المنطقة من تخوم الحدود  الإثيوبية والإريترية مع السودان وحتي أطراف الحدود النيجرية مع تشاد و نيجيريا.
لعبت دوراً كبيراً في تاريخ السودان من بداية الثورة المهدية وحتى سقوط الدولة المهدية.

## النسب
ينتسب الهبانية الي جدهم حامد هبان بن حيماد بن الجنيد ابو راشد بن أحمد بن شاكر ابن عبد الله الجُهني .

## مناطق القبيلة
للقبيلة قسمين :
_ قسم في ولاية جنوب دارفور في محلية برام "الحديبة ام الديار" التي تعتبر الموطن التاريخي لقبيلة الهبانية.
_والقسم الاخر في شمال كردفان محلية شركيلا ريفي مدينة ام روابة.
لظروف طبيعية هاجر "هبانية شركيلا" من دارفور إلى الشرق قبل أربعة أو خمسة أجيال تقريباً. خلال رحلتهم، تنقلوا بمواشيهم بين المراعي المختلفة، فتارة يستقرون في مكان لفترة قصيرة، وتارة يرتحلون بحثاً عن موارد أفضل، فهم كغيرهم من البدو الرحل اسلوب حياتهم يعتمد علي الترحال.
استقروا أولاً في منطقة الرهد، لكنها لم تكن محطتهم الأخيرة. بعد فترة من الزمن، واصلوا تحركهم شرقاً حتى انتهى بهم المطاف إلى منطقة شركيلا، التي أصبحت موطنهم، حيث اصبحوا شبه مستقرين في هذه المنطقة، رغم انهم كانوا يرعون ماشيتهم في مرعى المنطقة الواقعة حولهم وخاصة الى اتجاه الجنوب في مناطق الجبال الشرقية.
وذكر بروات عام 1876م انهم كانو بين الرهد وشركيلا وتقلي وقدر ان اعدادهم كانت 8000 نسمة تقريباً. كما قال براوت ايضاً ان الهبانية ظلوا يدخلون في اوقات مختلفة في عداءت مع معظم جيرانهم بحكم انهم كانو طبيعياً اناساً شرسين، فبعيد انتقالهم من الرهد مباشرة دخلو في نزاع مع المك ناصر مك تقلي . ودخلو عدة مرات في صراع مع الجِمع ايضاً، وكانت آخر حادثة ذات أهمية أثناء حكومة حسن باشا حلمي معركة حامية دارت في العِقيلة انتهت بهزيمة الجِمع وانتقالهم الى ديار الجمع المعروفة في النيل الابيض، في عام 1881م تم تخفيض جزية هبانية كردفان من 748 جنيه استرليني الى 215 جنيه استرليني غير ثابتة، وقد قدرت جزية هبانية دارفور ب2640 جنيه استرليني.
كان أمير الهبانية في كردفان في أيام الدراويش التوم اودون وظل عمدة لهم حتى وفاته في 1910

## فروع القبيلة
فروع الهبانية الرئيسية هي كالآتي :
أ.الطارة:
(1) شبة :
•اولاد بلو
•اولاد حميد
•نولا
•هواجلة
•مريرات
•هليلات
•سلمانية
•اولاد سعود
•اولاد عايد
•اولاد زيد
•اولاد عامر
•اولاد جرجار
•الدرابين
•الكمارسة
•اولاد رحيمة
•اولاد ادريس أو ام ادريس
•الكجامة
•المهادة
(2)شيبون :
•اولاد دلوتة
•ام عقب
•اولاد معافي

ب.السوط :
(1)الريافة :
•اولاد ابو عايد
•الفريجات
•اولاد ابو نجاد
•اولاد سعدان
•ناس كلبي
•المساعيد
(2)شبول :
•القنايات
•اولاد بركوي
•اولاد ابو علي
•البدارين
•اولاد ام سنطة
•اولاد سعدان
ليس هناك خطوط جامدة للتمييز بين فرعي القبيلة في كردفان ودارفور، وأغلبهم إن لم يكن جميعهم ضمن البطون أعلاه.